# Дайгоро Тімончіні
Дайгоро Тімончіні (італ. Daigoro Timoncini; нар. 13 грудня 1985, Фаенца, регіон Емілія-Романья, провінція Равенна) — італійський борець греко-римського стилю, бронзовий призер чемпіонату Європи, бронзовий призер Середземноморських ігор, багаторазовий переможець та призер міжнародних турнірів, учасник трьох Олімпійських ігор.

## Біографія
Боротьбою почав займатися з 1994 року. Срібний призер чемпіонату світу серед студентів 2010 року.
Виступає за борцівський клуб «Gruppo Sportivo Forestale».
Працює поліцейським.

## Спортивні результати на міжнародних змаганнях

### Виступи на Олімпіадах
| Змагання                    | Збірна | Вагова категорія                 | Місце |
| --------------------------- | ------ | -------------------------------- | ----- |
| Літні Олімпійські ігри 2008 | Італія | греко-римська боротьба, до 96 кг | 9     |
| Літні Олімпійські ігри 2012 | Італія | греко-римська боротьба, до 96 кг | 17    |
| Літні Олімпійські ігри 2016 | Італія | греко-римська боротьба, до 98 кг | 12    |

### Виступи на Чемпіонатах світу
| Змагання                        | Збірна | Вагова категорія                 | Місце |
| ------------------------------- | ------ | -------------------------------- | ----- |
| Чемпіонат світу з боротьби 2005 | Італія | греко-римська боротьба, до 96 кг | 18    |
| Чемпіонат світу з боротьби 2006 | Італія | греко-римська боротьба, до 96 кг | 16    |
| Чемпіонат світу з боротьби 2007 | Італія | греко-римська боротьба, до 96 кг | 5     |
| Чемпіонат світу з боротьби 2009 | Італія | греко-римська боротьба, до 96 кг | 24    |
| Чемпіонат світу з боротьби 2010 | Італія | греко-римська боротьба, до 96 кг | 8     |
| Чемпіонат світу з боротьби 2011 | Італія | греко-римська боротьба, до 96 кг | 23    |
| Чемпіонат світу з боротьби 2013 | Італія | греко-римська боротьба, до 96 кг | 24    |
| Чемпіонат світу з боротьби 2015 | Італія | греко-римська боротьба, до 98 кг | 17    |
| Чемпіонат світу з боротьби 2019 | Італія | греко-римська боротьба, до 97 кг | 32    |

### Виступи на Чемпіонатах Європи
| Змагання                         | Збірна | Вагова категорія                 | Місце  |
| -------------------------------- | ------ | -------------------------------- | ------ |
| Чемпіонат Європи з боротьби 2005 | Італія | греко-римська боротьба, до 96 кг | 7      |
| Чемпіонат Європи з боротьби 2006 | Італія | греко-римська боротьба, до 96 кг | 20     |
| Чемпіонат Європи з боротьби 2009 | Італія | греко-римська боротьба, до 96 кг | 12     |
| Чемпіонат Європи з боротьби 2010 | Італія | греко-римська боротьба, до 96 кг | 9      |
| Чемпіонат Європи з боротьби 2011 | Італія | греко-римська боротьба, до 96 кг | 16     |
| Чемпіонат Європи з боротьби 2013 | Італія | греко-римська боротьба, до 96 кг | 11     |
| Чемпіонат Європи з боротьби 2014 | Італія | греко-римська боротьба, до 98 кг | 25     |
| Чемпіонат Європи з боротьби 2016 | Італія | греко-римська боротьба, до 98 кг | 14     |
| Чемпіонат Європи з боротьби 2019 | Італія | греко-римська боротьба, до 97 кг | Бронза |

### Виступи на Європейських іграх
| Змагання              | Збірна | Вагова категорія                 | Місце |
| --------------------- | ------ | -------------------------------- | ----- |
| Європейські ігри 2015 | Італія | греко-римська боротьба, до 98 кг | 11    |

### Виступи на інших змаганнях
| Змагання                                                         | Збірна | Вагова категорія                  | Місце  |
| ---------------------------------------------------------------- | ------ | --------------------------------- | ------ |
| Олімпійський кваліфікаційний турнір з боротьби 2004 (Новий Сад)  | Італія | греко-римська боротьба, до 96 кг  | 31     |
| Олімпійський кваліфікаційний турнір з боротьби 2004 (Ташкент)    | Італія | греко-римська боротьба, до 96 кг  | 18     |
| Чемпіонат світу з боротьби серед студентів 2006                  | Італія | греко-римська боротьба, до 96 кг  | 10     |
| Гран-прі Німеччини з боротьби 2007                               | Італія | греко-римська боротьба, до 96 кг  | 20     |
| Турнір Дана Колова — Николи Петрова 2007                         | Італія | греко-римська боротьба, до 96 кг  | 8      |
| Міжнародний меморіал Дейва Шульца 2008                           | Італія | греко-римська боротьба, до 96 кг  | 4      |
| Турнір Дана Колова — Николи Петрова 2009                         | Італія | греко-римська боротьба, до 96 кг  | Бронза |
| Міжнародний турнір «Cristo Lutte» 2010                           | Італія | греко-римська боротьба, до 120 кг | Срібло |
| Середземноморський чемпіонат з боротьби 2010                     | Італія | греко-римська боротьба, до 120 кг | 5      |
| Чемпіонат світу з боротьби серед студентів 2010                  | Італія | греко-римська боротьба, до 96 кг  | Срібло |
| Золотий Гран-прі з боротьби 2011 (Сомбатгей)                     | Італія | греко-римська боротьба, до 96 кг  | 10     |
| Гран-прі Іспанії з боротьби 2011                                 | Італія | греко-римська боротьба, до 96 кг  | Срібло |
| Меморіал Іона Корнеану 2011                                      | Італія | греко-римська боротьба, до 96 кг  | Бронза |
| Trophee Milone 2011                                              | Італія | греко-римська боротьба, до 96 кг  | Золото |
| Кубок Вантаа з боротьби 2011                                     | Італія | греко-римська боротьба, до 96 кг  | Срібло |
| Кубок Арво Хаавісто 2011                                         | Італія | греко-римська боротьба, до 96 кг  | Золото |
| Тестовий турнір FILA 2011                                        | Італія | греко-римська боротьба, до 96 кг  | Срібло |
| Золотий Гран-прі з боротьби 2012 (Стамбул)                       | Італія | греко-римська боротьба, до 96 кг  | Бронза |
| Олімпійський кваліфікаційний турнір з боротьби 2012 (Софія)      | Італія | греко-римська боротьба, до 96 кг  | 8      |
| Олімпійський кваліфікаційний турнір з боротьби 2012 (Тайюань)    | Італія | греко-римська боротьба, до 96 кг  | Срібло |
| Trophee Milone 2012                                              | Італія | греко-римська боротьба, до 96 кг  | Золото |
| Кубок Владислава Пітласинські 2012                               | Італія | греко-римська боротьба, до 96 кг  | Бронза |
| Золотий Гран-прі з боротьби 2012 (Баку)                          | Італія | греко-римська боротьба, до 96 кг  | Срібло |
| Trophee Milone 2013                                              | Італія | греко-римська боротьба, до 120 кг | Срібло |
| Середземноморські ігри 2013                                      | Італія | греко-римська боротьба, до 96 кг  | Бронза |
| Гран-прі Іспанії з боротьби 2013                                 | Італія | греко-римська боротьба, до 96 кг  | 7      |
| Кубок Владислава Пітласинські 2013                               | Італія | греко-римська боротьба, до 96 кг  | Бронза |
| Золотий Гран-прі з боротьби 2014 (Париж)                         | Італія | греко-римська боротьба, до 98 кг  | Золото |
| Золотий Гран-прі з боротьби 2014 (Сомбатгей)                     | Італія | греко-римська боротьба, до 98 кг  | Бронза |
| Відкритий чемпіонат Стокгольма з боротьби 2014                   | Італія | греко-римська боротьба, до 98 кг  | Срібло |
| Гран-прі FILA 2015                                               | Італія | греко-римська боротьба, до 98 кг  | Срібло |
| Турнір Дана Колова — Николи Петрова 2015                         | Італія | греко-римська боротьба, до 98 кг  | Срібло |
| Кубок Владислава Пітласинські 2015                               | Італія | греко-римська боротьба, до 98 кг  | 21     |
| Гран-прі Угорщини з боротьби 2016                                | Італія | греко-римська боротьба, до 98 кг  | Срібло |
| Олімпійський кваліфікаційний турнір з боротьби 2016 (Зренянин)   | Італія | греко-римська боротьба, до 98 кг  | 9      |
| Олімпійський кваліфікаційний турнір з боротьби 2016 (Улан-Батор) | Італія | греко-римська боротьба, до 98 кг  | 4      |
| Олімпійський кваліфікаційний турнір з боротьби 2016 (Стамбул)    | Італія | греко-римська боротьба, до 98 кг  | Срібло |
| Гран-прі Іспанії з боротьби 2016                                 | Італія | греко-римська боротьба, до 98 кг  | 5      |
| Гран-прі Загреба з боротьби 2019                                 | Італія | греко-римська боротьба, до 97 кг  | 11     |
| Гран-прі Угорщини з боротьби 2019                                | Італія | греко-римська боротьба, до 97 кг  | 17     |
| Турнір міста Сассарі з боротьби 2019                             | Італія | греко-римська боротьба, до 97 кг  | 5      |

### Виступи на змаганнях молодших вікових груп
| Змагання                                       | Збірна | Вагова категорія                  | Місце |
| ---------------------------------------------- | ------ | --------------------------------- | ----- |
| Чемпіонат Європи з боротьби серед кадетів 2002 | Італія | греко-римська боротьба, до 100 кг | 16    |
| Чемпіонат світу з боротьби серед юніорів 2003  | Італія | греко-римська боротьба, до 96 кг  | 12    |
| Чемпіонат Європи з боротьби серед юніорів 2004 | Італія | греко-римська боротьба, до 96 кг  | 9     |
| Чемпіонат світу з боротьби серед юніорів 2005  | Італія | греко-римська боротьба, до 96 кг  | 14    |